# Robert Valberg
Robert Valberg, gebürtig Robert Hubert Maria Dirr (* 28. April 1880 in Wien; † 15. Oktober 1955 ebenda), war ein österreichischer Schauspieler, Theaterdirektor und NS-Funktionär.

## Leben
Er begann seine Bühnenkarriere 1902 am Stadttheater von Troppau, kam 1903 nach Salzburg und 1904 nach Wien an das Raimund-Theater. Später agierte er auch auf anderen Wiener Bühnen wie etwa dem Deutschen Volkstheater, wo er 1938 unter Intendant Walter Bruno Iltz u. a. den alten Grafen Moor in der Eröffnungsvorstellung von Schillers Die Räuber spielte.
Als die Nationalsozialisten im März 1938 in Österreich einmarschierten, holte Valberg gemeinsam mit dem NS-Betriebszellenleiter und Schauspieler Erik Frey während einer Vorstellung von Calderóns Der Richter von Zalamea im Theater in der Josefstadt den ehemaligen Direktor des Deutschen Volkstheaters, Rudolf Beer, aus einer Loge nach draußen. Nachdem dieser von Nazi-Schlägern schwer misshandelt wurde, nahm er sich am 9. Mai 1938 das Leben. Anlässlich der „Volksabstimmung“ über den Anschluss Österreichs schrieb Valberg: „Dank und Heil dem Führer“. Valberg trat zum 1. Mai 1938 der NSDAP bei (Mitgliedsnummer 6.196.594) und wurde Landesleiter der Reichstheaterkammer sowie Kulturbeirat der Stadt Wien. 1941 wurde er Oberspielleiter am Stadttheater, und gegen Ende des Zweiten Weltkriegs war er Direktor des Bürgertheaters.
Beim Film stand er bereits 1914 bei den ersten drei Inszenierungen Richard Oswalds vor der Kamera. 1920 spielte er in Martin Schalanters letzter Gang. Eine Elterntragödie nach Ludwig Anzengrubers Drama Das vierte Gebot (Regie und Drehbuch: Richard Oswald) den Klavierlehrer Frey. In den 1920er Jahren setzte er seine Filmlaufbahn in Österreich fort und verkörperte 1921 in dem Historiendrama Der Rosenkreuzer den Kaiser Joseph II. 1924 übernahm er die Titelrolle des Oberst Redl in dem gleichnamigen Film und 1926 erneut in Die Brandstifter Europas.
Als sich der Tonfilm durchsetzte, erhielt Valberg jahrelang kaum noch Angebote, erst ab Mitte der 30 Jahre wurde er wieder öfter eingesetzt, allerdings meist nur in kleineren Charakterrollen. Auf der Bühne wirkte er zuletzt vor allem am Theater in der Josefstadt. Er wurde am Wiener Zentralfriedhof bestattet. Das Grab ist bereits aufgelassen.

## Filmografie
- 1911: Die Verräterin
- 1914: Iwan Koschula
- 1914: Die Geschichte der stillen Mühle
- 1914: Lache, Bajazzo!
- 1914: Ein Wiedersehen in Feindesland
- 1919: Der Kampf der Gewalten (Kurzfilm)
- 1919: Das Kind des Teufels (Kurzfilm)
- 1920: Die gekreuzigt werden...
- 1920: Die kleine Herzogin (Kurzfilm)
- 1920: Das vierte Gebot
- 1921: Der Findling des Glücks
- 1921: Das Geheimnis der Nacht (Kurzfilm)
- 1922: Das Geld auf der Straße
- 1922: Die Rosenkreuzer
- 1922: Die Schuldigen
- 1923: Hoffmanns Erzählungen
- 1923: Der Türmer von St. Stephen
- 1923: Buridan, le héros de la Tour de Nesle
- 1924: Pat und Patachon auf Weltreise
- 1924: Ssanin
- 1925: Oberst Redl
- 1925: Ein Walzer von Strauß
- 1926: Der Rastelbinder
- 1926: Die Brandstifter Europas
- 1926: Der Feldherrnhügel
- 1927: Hotel Erzherzogin Viktoria (Seine Hoheit, der Eintänzer)
- 1927: Das Mädchen ohne Heimat
- 1927: Die Beichte des Feldkuraten
- 1928: Huragan
- 1928: Der Musikant von Lichtental
- 1933: Abenteuer am Lido
- 1933: Mein Liebster ist ein Jägersmann (Unser Kaiser)
- 1934: Frasquita
- 1934: Wäsche – Waschen – Wohlergehen
- 1935: … nur ein Komödiant
- 1935: Die Pompadour
- 1936: Die Leuchter des Kaisers
- 1936: Die Liebe des Maharadscha
- 1936: Im Sonnenschein (Opernring)
- 1936: Schatten der Vergangenheit
- 1936: Manja Valewska
- 1936: Wo die Lerche singt
- 1936: Der Weg des Herzens (Prater)
- 1936: Blumen aus Nizza
- 1936: Seine Tochter ist der Peter
- 1936: Romanze
- 1937: Premiere
- 1937: Pat und Patachon im Paradies
- 1937: Zauber der Bohème
- 1938: Immer, wenn ich glücklich bin
- 1938: Die unruhigen Mädchen (Finale)
- 1938: Spiegel des Lebens
- 1939: Prinzessin Sissy
- 1939: Hotel Sacher
- 1939: Marguerite: 3
- 1939: Ich bin Sebastian Ott
- 1939: Leinen aus Irland
- 1939: Hochzeitsreise zu dritt
- 1940: Sieben Jahre Pech
- 1950: Toselli-Serenade (Romanzo d'amore)
- 1951: Maria Theresia
- 1953: Hab’ ich nur Deine Liebe